# BearShare
BearShare war ein closed source P2P-Filesharing-Client, mit dem DRM-Musik erworben werden konnte und auch eingeschränkt MP3-Dateien getauscht werden konnten. Die aktuelle Version, die von dem Unternehmen Musiclab LLC angeboten wird, ist BearShare 12.0. Die älteren Programmversionen stammen von der Firma Free Peers und beschränkten die Nutzung nicht.

## Geschichte
BearShare war bis 2006 eine populäre Tauschbörse mit Gnutella-Netzwerk und wurde von der Firma Free Peers, Inc. entwickelt. Es erlaubte, wie LimeWire, den schnellen Austausch von kleineren Dateien. Die Peer-to-Peer-Software, die das Gnutella-Protokoll implementierte, erlaubte ihren Anwendern, Dateien direkt von Nutzer zu Nutzer freizugeben und vorhandene Dateien global zu finden. Sie lief unter Microsoft Windows und war in drei Versionen verfügbar:
- BearShare Pro war eine kostenpflichtige werbefreie Version. Die dadurch generierten Erlöse wurden nicht an die Rechteinhaber der zur Verfügung gestellten Dateien weitergegeben.
- BearShare war eine kostenlose Version, die Adware mitinstalliert. Das Löschen dieser Programmteile gestaltet sich schwierig.
- BearShare Lite war eine kostenlose, werbefreie Version mit weniger Malware und eingeschränktem Umfang.

BearShare und LimeWire waren eine Zeit lang die meistgenutzten Clients für das Gnutella-Netzwerk und trieben dessen Weiterentwicklung voran. LimeWire wurde in einem Gerichtsprozess mit der Auflage belegt, Filter in die Software zu integrieren. Nach den Klagewellen gegen private Tauschbörsennutzer und wegen der mitinstallierten Spyware sanken die Benutzerzahlen ständig. Deshalb entstand aus dem bereits vor längerer Zeit offengelegten LimeWire-Quelltext der unbeschränkte und werbefreie Tauschbörsenclient FrostWire, der von keiner Firma, sondern von einer Online-Community entwickelt wurde.
Ein weiterer Trend ist auch, mehrere Netzwerke in einem Client zu nutzen, wie zum Beispiel in Shareaza.
Nach einem Gerichtsprozess wegen der Klage einer Plattenfirma wurde die Entwicklung 2005 eingestellt. Nach mehreren Prozessen fand am 4. Mai 2006 eine Einigung mit der Recording Industry Association of America statt, in der BearShare der Musikindustrie 30 Millionen US-Dollar zahlt. Daraufhin wurde das Softwareunternehmen von dem Konkurrenten Musiclab LLC übernommen, der die kostenpflichtige Tauschbörse iMesh anbietet. Nachdem sich iMesh und BearShare mit der Musikindustrie geeinigt hatten, spielt sich die Nutzung von Bearshare inzwischen unter Aufsicht der Rechteeigner ab. Infolgedessen entstand die Version BearShare 6.0.
Das neue Programm zeichnet sich unter anderem dadurch aus, dass die Tauschregeln durch die Rechteinhaber beeinflusst werden können und der Kauf von Musik möglich ist. Daher wird das neue System auch „legal P2P“ genannt. Wenn ein Benutzer bzw. eine Benutzerin versucht, kostenlos urheberrechtlich geschützte Dateien herunterzuladen, wird der Hinweis „copyrighted“ angezeigt und ein weiterer Transfer verhindert. BearShare ist damit kein reiner Gnutella-Client mehr, sondern wird zentral kontrolliert.
BearShare unterscheidet sich in dieser Version kaum von iMesh, der einzig auffallende Unterschied ist eine andere grafische Benutzeroberfläche des Programms. Ab Version 5.1 enthielt BearShare weitere Adware und verbindet sich mit einem iMesh-Server. BearShare 6.0 kann man als Schnittstelle zum iMesh-Musikladen bezeichnen.
Die heute inoffiziellen Vorläuferversionen (BearShare 5.x) greifen auf die von verschiedenen Tauschbörsen genutzte Gnutella-Technologie zurück, bei der eine zentrale Filterung oder Reglementierung des Gesamtangebots technisch nicht möglich ist. Aufgrund der dezentralen und selbstorganisierenden Architektur des Gnutella-Netzwerkes können die bereits im Umlauf befindlichen älteren BearShare-Versionen der alten Betreiberfirma Free Peers uneingeschränkt und unabhängig von der aktuellen, servergestützten Version 6.0 weiterverwendet werden. Sie werden jedoch nur noch auf kleineren Nischenseiten angeboten, weil sie von den gängigen Download-Portalen auf Druck der neuen Betreiberfirma durch die aktuelle Version ersetzt wurden.
Seit der Veröffentlichung von BearShare 6.0 ist außerdem BearFlix, ein legales P2P-Tauschbörsenprogramm, welches sich auf Videodateien spezialisiert, im Internet und als Vollversion (jeweils auf Englisch) erhältlich. Das Design ist das aus der Version 5, nur unter den Kategorien finden sich verschiedene Videoformate wie mpeg, avi oder wmv.
Die Version 7, welche am 27. Oktober 2008 veröffentlicht wurde, bietet außer unbegrenzten Downloads auch iPod-Unterstützung.